# ویوین اشمیت
ویوین اشمیت (انگلیسی: Vivian Schmitt؛ زاده ۳۱ مارس ۱۹۷۸) ملقب به آنا بلوند، بازیگر پورنوگرافی اهل آلمان است. وی در لهستان به دنیا آمده.

## حرفه
اشمیت در سال ۲۰۰۴ در جشنوارهٔ ونوس برندهٔ جایزهٔ بهترین بازیگر تازه‌کار را گرفت. او تا سال ۲۰۰۹ به خاطر مهارت‌هایش در انواع سکس از جمله سکس گروهی، آنال و سکس دو به یک جایزه‌های دیگری نیز دریافت کرده‌است. وی در اولین فیلم اصلی اش با نام (Unrated) در صنعت بزرگسالان شهرت بسیاری پیدا کرد. کارگردان فیلم نیز آلمانی بود.
اشمیت در بعضی مواقع در کنار بازی درفیلم‌ها، به انجام نمایش پورنو گرافی به صورت زنده نیز می‌پردازد.
یکی از نمایش‌های زندهٔ وی، انجام لز با جنا جین در سالن موتزن باخن است

## جوایز
- ۲۰۰۴ جایزه ونوس for Best Female Newcomer
- ۲۰۰۵ جوایز اروتیک‌لاین winner for Best Female Performer (Germany)[۱]
- 2006 Eroticline Award for Best Actress Germany
- 2007 Eroticline Award for Best Live Performance[۲]